# Aleix Aubert Serracanta
Aleix Aubert Serracanta (* 9. April 2005 in Barcelona) ist ein spanischer Skirennläufer.

## Biographie
Aubert Serracanta kam das erste Mal mit dem Skisport in Berührung, als er im Alter von vier Jahren, durch seinen Onkel motiviert, an einem Kinderskirennen in La Molina teilnahm. Später zog er in die USA und besuchte dort die Stratton Mountain School in Stratton, Vermont.
Sein internationales Renndebüt feierte Aubert Serracanta am 20. November 2021 bei einem Juniorenrennen am Pass Thurn. Sein erstes internationales Großereignis bestritt er im Januar 2023 beim Europäischen Olympischen Winter-Jugendfestival in der italienischen Region Friaul-Julisch Venetien. Seine beste Platzierung erreichte er bei den in Tarvis ausgetragenen Rennen mit Rang 5 im Slalom.
Im Sommer 2024 wurde bekannt, dass Aubert Serracanta überraschend von Van Deer unter Vertrag genommen wurde. Die Entscheidung kam insofern überraschend, als das er bis zu diesem Zeitpunkt noch keine größeren Erfolge hatte vorweisen können. Bereits zu Beginn der Europacupsaison 2024/25 konnte Aubert Serracanta mit Rang 3 beim Riesenslalom von Zinal seinen ersten Podestplatz im Europacup feiern. Kurz zuvor, am 27. Oktober 2024, hatte er beim Riesenslalom von Sölden sein Weltcupdebüt gegeben, wobei er die Qualifikation für den zweiten Durchgang jedoch verpasste.
Den bisher größten Erfolg seiner Karriere feierte Aubert Serracanta bei den Winter World University Games 2025 in Turin. Bei den Bardonecchia ausgetragenen Alpinen Wettkämpfen gewann er im Riesenslalom die Goldmedaille. Im Super-G verpasste er als Vierter nur knapp eine Medaille. Auf den drittplatzierten Franzosen Jonas Skabar fehlten ihm nur 11 Hundertstelsekunden.
Im Hinblick auf diesen Erfolg wurde er für die Alpinen Skiweltmeisterschaften in Saalbach nominiert. Dort konnte er sich überraschend für den zweiten Durchgang des Riesenslaloms qualifizieren. Das Rennen beendete er auf dem 23. Platz.

## Erfolge

### Weltmeisterschaften
- Saalbach 2025: 23. Riesenslalom

### Juniorenweltmeisterschaften
- Tarvis 2025: 6. Slalom, 11. Team-Kombination, 25. Super-G, 42. Abfahrt, DNF Riesenslalom

### Europacup
- 2 Platzierungen unter den besten 5, davon ein Podestplatz

### South American Cup
- 2 Platzierungen unter den besten 10

### Nor-Am Cup
- 3 Platzierungen unter den besten 30

### Winter World University Games
- Bardonecchia 2025: 1. Riesenslalom, 4. Super-G

### Europäisches Olympisches Winter-Jugendfestival
- Tarvis 2023: 5. Slalom, 16. Riesenslalom, 29. Super-G

### Weitere Erfolge
- Bronze bei den spanischen Meisterschaften im Slalom (2023)
- 8 Siege bei FIS-Rennen